# ビーピッチコントロール
ビーピッチコントロール (Bpitch Control) は、Ellen Allienの主催するレコードレーベル。
1999年に発足し、ドイツのダンスミュージックシーンの中心として、ベルリンを本拠地に精力的な活動を続けている。レーベルリーダーのEllen AllienをはじめとしてApparat、Modeselektor、Kiki等のリリースがある。設立の経緯からして、Ellen Allien のプライベートな友人のリリースが多い。

## 発足まで
Ellen Allien はベルリンで定期的にBpitchControlというパーティーを開催していた。パーティーの名前はビッチがピッチをコントロールするという所に由来している。このパーティーは大成功を収め、Ellen Allienは次なるステップとしてレーベルBpitchControlを立ち上げた。パーティーは終わったが、BpitchControlの精神は世界中で生き続けている。